# 印度第11步兵師
印度第11步兵师是不列颠印度军队在第二次世界大战期间的一个步兵师。它属于印度第三军的，在日本入侵马来亚时，为英国在马来亚作战。

## 历史
印度第11步兵师的师长是英国少將大卫·穆雷-里昂，在1941年12月24日被少将比利·基取代。但日本开始入侵东南亚，他们完全不是日本的对手，特别是在日得拉之战遭到重创。但撤退到了金宝进行保卫金宝之战又再次被击败，几乎全军覆没。剩下的编制被解散，编入驻守在新加坡的印度第9步兵师。
当新加坡在1942年2月15日投降时，印度第11步兵师连同13万英军和英联邦军也一起被俘虏。

## 编制
印度第11步兵师的编制是3个步兵旅及一个装甲团所组成。
3个步兵旅分别是
1. 印度第06步兵旅  （6th Indian Infantry Brigade）[1]
2. 印度第15步兵旅  （15th Indian Infantry Brigade）[2]
3. 印度第28步兵旅  （28th Indian Infantry Brigade）[3]

除了以上，在第二次世界大战期间，还有几个曾经被分配到这个步兵师的单位：    
1. 印度第06步兵旅 （8th Indian Infantry Brigade）
2. 印度第12步兵旅 （12th Indian Infantry Brigade）
3. 澳洲第27步兵旅 （27th Australian Infantry Brigade）
4. 英国第53步兵旅 （British 53rd Infantry Brigade）[4]

## 重新编制
印度陆军重新编制了印度第11步兵师，目前头驻扎在印度的甘地讷格尔县（Gandhinagar）。